# Ананьївський повіт
Ананьївський повіт — історична адміністративно-територіальна одиниця Херсонської губернії з центром в місті Ананьїв.
Повіт створено царським указом 1834 року. В 1887 році в повіті крім міста Ананьєва було 515 населених пунктів. Повіт займав 7958 квадратних верств, де проживало 216 995 жителів, в тому числі 109 398 чоловіків, 107 597 жінок. В повіті налічувалося 1 місто, 10 містечок, 52 села, 256 поселень, 13 німецьких колоній, 14 селищ, 359 хуторів, 38 економій, 6 станцій залізниці.
Головне заняття мешканців — рільництво. Промисловість була незначною.
В лютому 1921 року III Одеським губернським з'їздом Рад скасований Ананьївський повіт.
8 червня 1921 року ВУЦВК затвердив ліквідацію Ананьївського повіту Одеської губернії.

## Адміністративний поділ
Волосний поділ станом на 1886 рік:
| №  | Назва                | Центр | Насе- лення | Кіль- кість дворів | Площа, десятин | Площа орної землі, десятин | Кількість поселень (сільських громад) |
| -- | -------------------- | ----- | ----------- | ------------------ | -------------- | -------------------------- | ------------------------------------- |
| 1  | Боківська            | ?     | 3302        | 267                | 16537          | 5675                       | 5 (5)                                 |
| 2  | Валегоцулівська      | ?     | 5582        | 1142               | 16967          | 10156                      | 2 (2)                                 |
| 3  | Врадіївська          | ?     | 12482       | 2712               | 40803          | 13364                      | 9 (9)                                 |
| 4  | Гандрабурська        | ?     | 6049        | 1516               | 20827          | 6942                       | 4 (4)                                 |
| 5  | Гвоздавська          | ?     | 5763        | 1298               | 23228          | 17319                      | 7 (7)                                 |
| 6  | Головлівська         | ?     | 7147        | 697                | 54875          | 15105                      | 20 (20)                               |
| 7  | Завадівська          | ?     | 3721        | 290                | 15626          | 5930                       | 4 (4)                                 |
| 8  | Ісаївська            | ?     | 5694        | 573                | 46236          | 18050                      | 10 (10)                               |
| 9  | Кам'янко-Мостівська  | ?     | 5669        | 204                | 14919          | 4393                       | 35 (5)                                |
| 10 | Кантакузенська       | ?     | 6853        | 314                | 20683          | 7692                       | 56 (4)                                |
| 11 | Кондратівська        | ?     | 7750        | 257                | 22692          | 8319                       | 57 (8)                                |
| 12 | Косівська            | ?     | 9379        | 662                | 35090          | 12682                      | 83 (8)                                |
| 13 | Коханівська          | ?     | 3920        | 220                | 19354          | 4019                       | 16 (4)                                |
| 14 | Любашівська          | ?     | 4709        | 187                | 14879          | 3991                       | 29 (5)                                |
| 15 | Мар'янівська         | ?     | 5417        | 228                | 10670          | 5293                       | 44 (3)                                |
| 16 | Миколаївська перша   | ?     | 2990        | 270                | 6788           | 3619                       | 27 (2)                                |
| 17 | Миколаївська друга   | ?     | 11354       | 251                | 16870          | 7137                       | 45 (6)                                |
| 18 | Михайлівська         | ?     | 6634        | 501                | 16836          | 5929                       | 90 (6)                                |
| 19 | Мостівська           | ?     | ?           | ?                  | ?              | ?                          | ? (?)                                 |
| 20 | Ново-Павлівська      | ?     | ?           | ?                  | ?              | ?                          | ? (?)                                 |
| 21 | Олександрівська      | ?     | ?           | ?                  | ?              | ?                          | ? (?)                                 |
| 22 | Пасицельська         | ?     | ?           | ?                  | ?              | ?                          | ? (?)                                 |
| 23 | Петрівська           | ?     | ?           | ?                  | ?              | ?                          | ? (?)                                 |
| 24 | Покровська           | ?     | ?           | ?                  | ?              | ?                          | ? (?)                                 |
| 25 | Раштадтська          | ?     | ?           | ?                  | ?              | ?                          | ? (?)                                 |
| 26 | Романково-Балківська | ?     | ?           | ?                  | ?              | ?                          | ? (?)                                 |
| 27 | Свято-Троїцька       | ?     | ?           | 595                | ?              | ?                          | ? (?)                                 |
| 28 | Ставрівська          | ?     | ?           | 404                | ?              | ?                          | ? (?)                                 |
| 29 | Степанівська         | ?     | 3246        | 291                | 22845          | 6155                       | ? (?)                                 |
| 30 | Шимківська           | ?     | 1518        | 261                | 11627          | 3044                       | 6 (6)                                 |

## Міста повіту

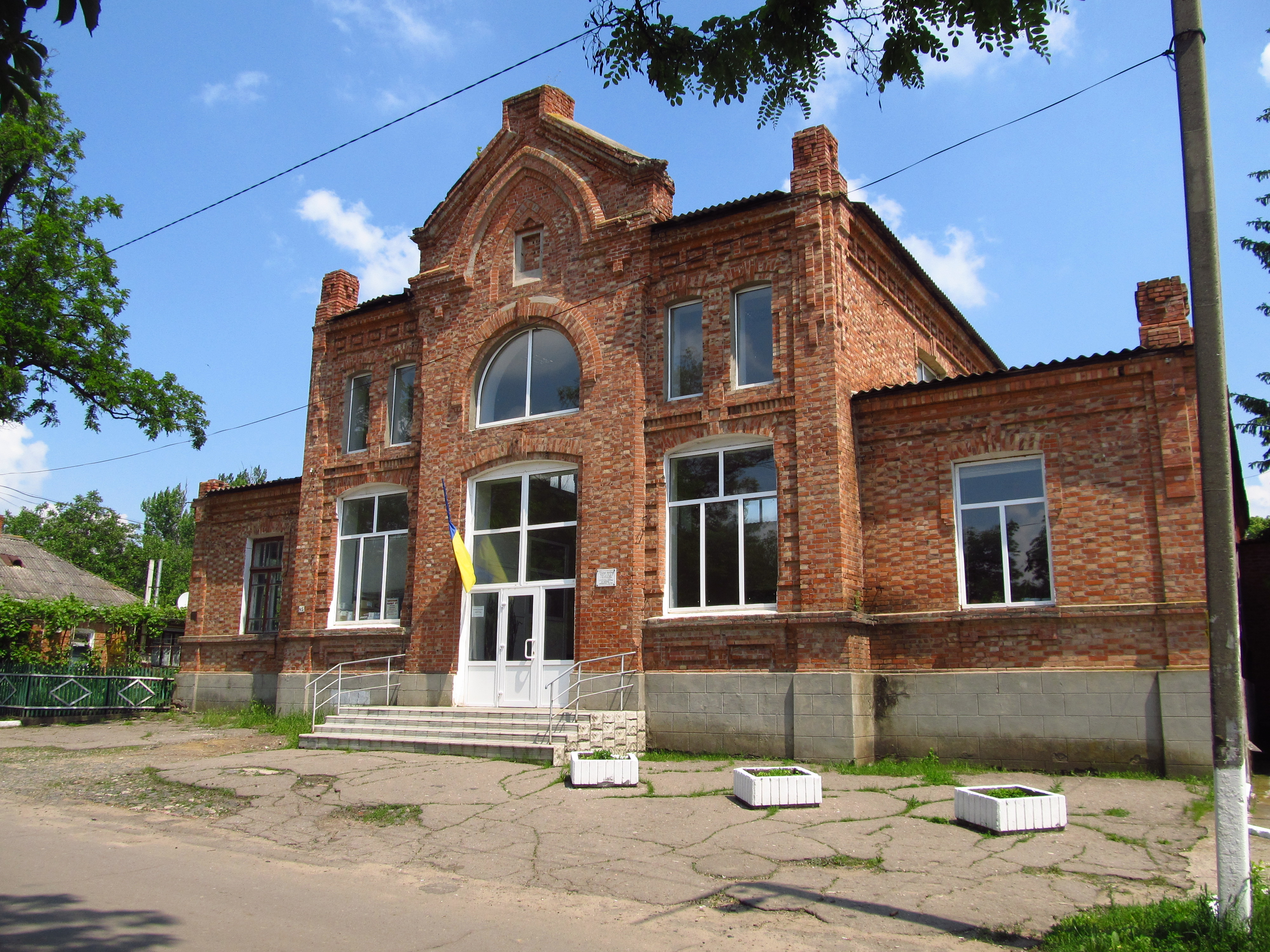
Будівля земської лікарні (м. Ананьїв, сучасний вигляд)

Міста повіту та поселення, напряму підпорядковані повітовим чи заштатним містам
- Ананьїв з передмістями Гончарівка (Ананьїв 1)[2] та Задніпринці (Ананьїв 2).

## Персоналії
- Дніпрова Чайка (Людмила Олексіївна Василевська-Березіна) — письменниця, нар. 1861 р., село Карлівка Ананьївського повіту (зараз — с. Зелений Яр Доманівського району Миколаївської області) — пом. 1927 р., м. Київ.
- Чикаленко Євген Харлампійович — меценат, громадський діяч часів Центральної Ради — нар. 1861 року в селі Перешори Ананьївського повіту
- Вілінський Микола Миколайович — відомий український композитор і педагог, професор (2.05.1888, с. Голта — 7.09.1956), навчався в Ананьївській гімназії.
- Липа Іван Левкович — лікар і письменник, організатор і автор програми «Братства тарасівців» — першої таємної організації, що проголосила своєю метою виборення самостійності України, згодом комісар Одеси від Центральної Ради, член Українського революційного керівничого комітету міста (1917), лікарський інспектор Одеси, учасник Трудового Конгресу, член Директорії УНР, міністр УНР.
- Нємченко Віктор Миколайович (1917—1981) — дослідник історії України, доцент кафедри історії України Одеського державного університету імені І. І. Мечникова.
- Ніщинський Петро Іванович (1832 — 1896) — відомий український композитор і поет-перекладач, працював в Ананьєві з 1855 року.